# Dermatolepis
Dermatolepis es un género de peces actinopterigios marinos, meros de la subfamilia Epinephelinae. Se encuentran en los océanos Atlántico occidental, Pacífico e Índico.

## Especies
Este género contiene las siguientes especies:
- Dermatolepis dermatolepis (Boulenger, 1895) - Cabrilla de cuero
- Dermatolepis inermis (Valenciennes, 1833) - Mero mármol
- Dermatolepis striolata (Playfair, 1867) - Mero liso